# Ligne de Lens à Don - Sainghin
La ligne de Lens à Don - Sainghin est une ligne de chemin de fer du réseau ferré national français. Longue de 16 kilomètres elle est constituée d'une double voie à écartement normal et électrifiées. Située sur les départements du Nord et du Pas-de-Calais, elle relie les gares de Lens et de Don - Sainghin.

## Histoire

### Section de Bauvin - Provin à Don
La section de Bauvin - Provin à Don est à l'origine une portion de la « ligne de Don à Hénin-Liétard ». La partie de cette ligne située dans le département du Nord est concédée, au titre de l'intérêt local, par la convention du 25 septembre 1873 à la « Compagnie du chemin de fer de Lille à Valenciennes et ses Extension », qui devient également concessionnaire de la partie située dans département du Pas-de-Calais le 16 octobre 1873.
La motivation de la compagnie pour cette concession est de « mettre en valeur les sites miniers de Courrières et de Carvin » en créant un raccordement entre la ligne de Lens à Ostricourt, qui passe par la gare d'Hénin-Liétard, et la ligne de Lille à Béthune, qui dessert la gare de Don. La ligne de Don à Hénin-Liétard est déclarée d'utilité publique le 13 janvier 1874 par deux décrets, l'un pour la partie dans le département du Nord et l'autre pour celle située dans le Pas-de-Calais. La compagnie passe un traité, le 31 décembre 1875 avec la Compagnie des chemins de fer du Nord (Nord), pour lui confier l'exploitation de cette ligne.
La mise en service de la ligne, et donc de la section de Bauvin - Provin à Don - Sainghin, est effectuée par la compagnie du Nord le 3 novembre 1879.

### Section de Lens à Bauvin - Provin
Le 1er octobre 1878, la Compagnie du chemin de fer de Lille à Valenciennes et ses Extensions signe un acte d'abandon à l'État de son réseau.
La Compagnie des chemins de fer du Nord se voit concéder le 17 novembre 1875 une ligne reliant Lens à Armentières.[Information douteuse] La ligne est déclarée d'utilité publique par une loi le 7 avril 1879,.
La loi du 17 juillet 1879 (dite plan Freycinet) portant classement de 181 lignes de chemin de fer dans le réseau des chemins de fer d’intérêt général retient en no1, une ligne « d'Armentières à Lens, par Don ».
Ouverte en 1879 de Bauvin - Provin à Don - Sainghin par la Compagnie du chemin de fer de Lille à Valenciennes et ses Extensions, puis en 1882 jusqu'à Lens par la Compagnie des chemins de fer du Nord, la ligne de Bauvin - Provin à Don - Sainghin est reprise définitivement par la Compagnie des chemins de fer du Nord selon les termes d'une convention signée entre le ministre des Travaux publics et la compagnie le 5 juin 1883. Cette même convention prévoit la cession par l'État de la ligne de « Lens à Armentières », dont la ligne de Lens à Don constitue une partie. Cette convention est approuvée par une loi le 20 novembre suivant qui reclasse la section de Bauvin - Provin à Don - Sainghin dans le réseau d'intérêt général.
Au début du XXe siècle, sept trains par jour relient Lens à Don - Sainghin, plus sept autres via la ligne d'Hénin-Beaumont à Bauvin - Provin ; ils sont tractés par des machines de plusieurs séries du dépôt de Lens, comme les 230, 220T, 222T, 032T, 040, 140 et 150, ainsi parfois que des 220 « Outrance » sur les trains omnibus. En 1936, un train relie Lens à Don - Sainghin et trois relient Lens à Armentières. Pour quelques trains de marchandises lourds, une locomotive doit être engagée en pousse attelée de Pont-à-Vendin à Lens afin de gravir la rampe de 7‰, lorsque la rame atteint 1 150 tonnes avec les 140 4.000, futures 140 A dites « les bœufs ».
Après guerre, des locomotives 150 P et 141 R sont engagées afin de tracter les trains de charbon au plus fort tonnage. La ligne voyant circuler de nombreux trains lourds de marchandises, elle est électrifiée en courant 25 kV-50 Hz monophasé ; le premier tronçon est mis sous tension le 17 juin 1958 de Lens à Pont-à-Vendin, le second le 23 juillet 1959 jusqu'à Don - Sainghin. La traction est alors confiée aux locomotives électriques BB 12000, BB 16500 et surtout aux CC 14000 du dépôt de Lens. Le service des voyageurs est suspendu le 28 septembre 1969.

## Caractéristiques

### Tracé
La ligne possède un profil en dos d'âne avec rampes contraires de 7‰. Elle quitte l'agglomération de Lens par Sallaumines où elle croise la voie des fosses 5 et 12 du groupe de Courrières. Elle atteint la gare de Pont-à-Vendin où un faisceau de formation réceptionne les envois de charbon de plusieurs puits des groupes de Lens, de Courrières et de Meurchin. Puis, après la gare de Bauvin - Provin, elle franchit une seconde fois la Haute-Deûle avant de rejoindre la ligne de Fives à Abbeville en gare de Don - Sainghin.

### Numérotation
Elle constitue la ligne no 286 000 dans la « numérotation officielle » des lignes du réseau ferré national.

### Vitesses limites
Vitesses limites de la ligne en 2012 pour tous les types de trains (les trains de marchandises peuvent posséder des limites plus faibles) :
| De (PK)        | À (PK)            | Limite (km/h) |
| -------------- | ----------------- | ------------- |
| Lens BV        | Sallaumines PL    | 80            |
| Sallaumines PL | Don - Sainghin BV | 100           |

## Exploitation
Après le rétablissement du service des voyageurs, la ligne est aujourd'hui utilisée par les TER Hauts-de-France. Elle constitue un maillon des liaisons entre Lille-Flandres et Lens par Don-Sainghin. Il existe deux types de liaisons reliant les deux villes, semi directes numérotées K51, ou bien omnibus numérotées C51 sur le plan commercial. Toutefois, certains trains peuvent être déviés par cette ligne en cas de perturbations sur la ligne de Paris-Nord à Lille.